# Абдулає Єродія Ндомбасі
Абдулеє Єродія Ндомбасі (5 січня 1933 — 19 лютого 2019) — був конголезьким політиком, який служив в уряді Демократичної Республіки Конго міністром закордонних справ з 1999 по 2000 і як віце-президент з 2003 по грудень 2006.

## Життєпис
Будучи прихильником президента Лоран-Дезіре Кабіла, він був призначений директором Кабінету Президента 22 грудня 1997 року, вступивши на посаду 2 січня 1998 року. Згодом він був міністром закордонних справ з 15 березня 1999 до кінця 2000. У 2003 році він став одним із чотирьох віце-президентів Конго при перехідному уряді за мандатом мирного врегулювання з повстанськими групами та опозиційними партіями. Він був висунутий на цю посаду у квітні 2003 року президентом Лораном Кабілою як віце-президент, який представляв уряд Кабіли. На цій посаді він служив до 2006 року. У наступні роки він був сенатором.

## Справа про арешт
Єродія був причетний до справи про встановлення прецедентів Міжнародним судом (МС). У 1998 році Єродія публічно закликав населення Конго вбивати членів заколоту проти уряду, насамперед етнічних Тутсі. У відповідь Бельгія видала міжнародний ордер на арешт, на підставі закону Бельгії (відомий як бельгійський Закон про універсальну юрисдикцію, який скасований), що дозволяє бельгійським судам переслідувати міжнародні злочини, звинувачуючи Єродію у підбурюванні до геноциду. Уряд Конго відповів поданням позову проти Бельгії до МС, стверджуючи, що Бельгія не має юрисдикції і що Єродія користується дипломатичним імунітетом як міністр закордонних справ. Цей випадок, вирішився на користь Конго. Під час розгляду справи Конго відкинуло аргументи своєї юрисдикції, і справа була вирішена виключно з приводу дипломатичного імунітету Єродії як міністра закордонних справ. Однак деякі правозахисні групи вважають це рішення ударом по універсальній юрисдикції.